# Kasteel Sterkenburg
Kasteel Sterkenburg is een ridderhofstad in de voormalige gemeente Sterkenburg bij Driebergen-Rijsenburg, nu deel van de gemeente Utrechtse Heuvelrug in de Nederlandse provincie Utrecht.

## Geschiedenis
De oudste vermelding van Sterkenburg dateert uit 1261, toen bepaald werd dat graaf Otto II van Gelre van de Utrechtse bisschop Hendrik van Vianden het “castrum Langebruch” (ofwel burcht in het Langbroek) zou krijgen. Het kasteel Sterkenburg zou gedurende vele eeuwen een leen van Gelre blijven, de landerijen waren leenroerig aan de bisschop.

### Heren van Wulven
De eerste heren van Sterkenburg stamden uit het roemruchte huis der heren van Wulven, een machtige Stichtse familie waar vele ridderhofsteden uit de omgeving hun oorsprong aan danken, zoals Hindersteyn, Nederhorst den Berg (voorheen Ter Horst), Wulverhorst, Amelisweerd en Heemstede.

### Sterkenburg
Vóór 1300 is de geschiedenis van Sterkenburg nog enigszins in nevelen gehuld, de mededelingen van diverse historici, genealogen en auteurs spreken elkaar soms tegen. De eerste aantoonbare heer van Sterkenburg, tussen 1307 en 1324 vermeld, was Ernst van Sterkenburg, die wellicht één en dezelfde persoon is als de tussen 1286 en 1311 vermelde Ernst van Wulven. De meest waarschijnlijke hypothese, welke aansluit bij de geschriften van de Utrechtse genealoog Cornelis Booth (1605-1678), is dat ridder Gijsbrecht van Wulven (vermeld van 1238 tot 1250) zou zijn begonnen met de bouw van Sterkenburg, waarna diens zoon ridder Ernst van Wulven (vermeld van 1265 tot 1295) het kasteel zou hebben voltooid. De drie zonen van deze Ernst zouden “den naem van Sterckenbergh aengenomen hebben”. In 1309 werd Ernst van Sterkenburg inderdaad met twee broers vermeld, Hendrik en Gijsbrecht en bovendien hadden zowel Ernst van Wulven als diens vermoedelijke zoon Ernst van Sterkenburg de helft van de Hollandse heerlijkheid Berkel in hun bezit.
Het geslacht Van Sterkenburg stierf in de vijftiende eeuw uit met Catharina van Sterkenburg, die bij haar huwelijk in 1456 met Wouter van Isendoorn van haar vader Gijsbrecht “dat huys ende herlicheyt tot Sterckenborgh met sijner hofstat” ontving. Hun achterkleindochter Mechteld van Isendoorn trad in 1564 in het huwelijk met de Gelderse edelman Reinier van Aeswijn (1544-1620). In 1536 was het kasteel Sterkenburg als ridderhofstad erkend.

### Brute moord
In de geschiedenis van Sterkenburg spreekt de familie Van Aeswijn met name tot de verbeelding vanwege de brute moord op Anthonis van Aeswijn, die in juni 1647 – enkele maanden na zijn huwelijk met Margaretha Torck – dood werd teruggevonden in het bos van Sterkenburg. Ondanks hoge beloningen is deze moord nooit opgehelderd.
In 1666 huwde zijn postuum geboren dochter Antonetta van Aeswijn (1647-1669), erfvrouwe van Sterkenburg, met Gijsbrecht van Mathenesse (1645-1670). Na enige erfenisperikelen en nog meer vroegtijdige overlijdens kwam Sterkenburg in 1681 uiteindelijk in handen van Florentina van Mathenesse (1663-1729), gehuwd met Johan baron van Hardenbroek. Zij verkocht de ridderhofstad en heerlijkheid Sterkenburg in 1725 aan Catharina van Heusden, ten behoeve van haar zoon mr. Johan Frederik de Mamuchet van Houdringe (1692-1740). Johanna Catharina de Mamuchet van Houdringe (1690-1772), die in 1709 was gehuwd met mr. Jan Jacob van Westrenen (1685-1769), erfde Sterkenburg in 1740 van haar ongehuwde broer, waarna het tot in de negentiende eeuw in het bezit van deze Utrechtse regentenfamilie zou blijven. Na de dood van mr. Jan Jacob van Westrenen van Sterkenburg (1802-1827), die ongehuwd te Florence overleed, werd Sterkenburg in 1829 uit diens boedel gekocht door zijn halfzuster Anna Maria Cornelia van Westrenen (1782-1856) en haar echtgenoot Pieter Anthony Hinlópen (1780-1849).

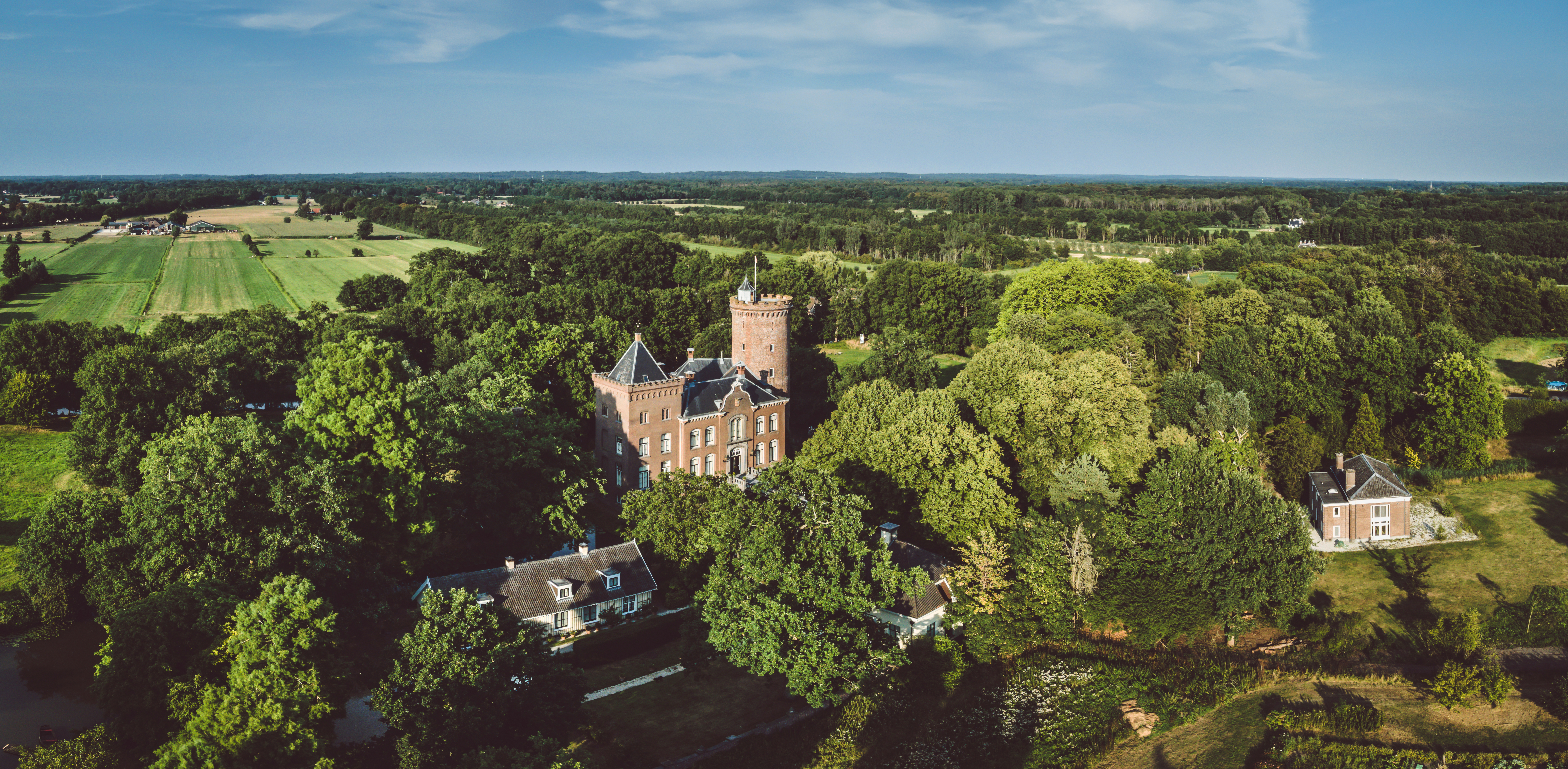
Kasteel Sterkenburg met directe omgeving.

### Bloeiperiode
Vanaf 1841 verhuurden zij Sterkenburg aan de weduwe Johanna Maria Kneppelhout-de Gijselaar (1787-1851) en enkele jaren later zou er voor de ridderhofstad een ongekende bloeiperiode aanbreken. Haar zoon mr. Karel Jan Frederik Cornelius (Kees) Kneppelhout (1818-1885), die zich door zijn aanzienlijke vermogen geheel kon wijden aan de kunsten en letterkunde, kocht Sterkenburg in 1848 van het echtpaar Hinlópen. Kneppelhout liet het huis nog in datzelfde jaar ingrijpend verbouwen, waarmee hij het kasteel zijn huidige uiterlijk gaf. Aanvankelijk was Sterkenburg voor de familie Kneppelhout voornamelijk een buitenplaats: in de wintermaanden woonde de familie te Leiden, gedurende de zomermaanden vertoefden zij op het door hen zo gekoesterde landgoed. In 1862 werd een vierkante vrijstaande duiventoren gebouwd in middeleeuwse stijl. In 1867 liet Kees Kneppelhout aan de westzijde van het kasteel een vierkante toren bouwen (met een voor die tijd moderne badkamer en waterhuishouding) en vanaf 1870 bewoonde hij Sterkenburg met zijn gezin en personeel permanent.
Tot eind jaren 1920 zou Sterkenburg nog door de familie Kneppelhout bewoond worden. In 1959 werd Sterkenburg onverdeeld bezit van de erven Kneppelhout, waaronder Anna Rutheria Steengracht van Oostcapelle-Kneppelhout (1898-1966) en haar kinderen. Vanaf 1970 was het gehele landgoed in handen van de familie Steengracht. Vanaf 1948 had Sterkenburg, dat in een behoorlijk deplorabele staat begon te verkeren, dienstgedaan als kostschool, onderwijsinstituut (Stichting Jeugdland) en conferentieoord.

### Stichting Behoud Sterkenburg

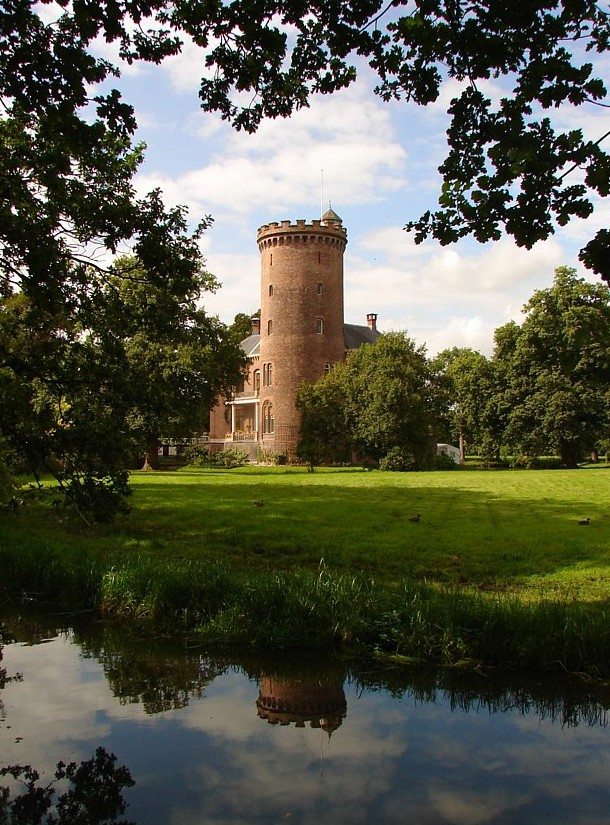

In 1978 verkocht de familie Steengracht het kasteel met bijgebouwen, waaronder de tuinmanswoning en het deels afgebrande westelijk koetshuis, met ruim 5 hectare grond aan de heer Hendrik de Groot (1919-2000) te Utrecht. De Groot splitste het kasteel en de tuinmanswoning op in diverse wooneenheden, die tot voor kort door vele personen bewoond zouden worden.
Na zijn overlijden liet de heer De Groot het kasteel na aan de door hem opgerichte Stichting "De Kiem", die het in 2004 doorverkocht aan de huidige eigenaar. Deze heeft het landgoed ondergebracht in een NSW-BV. Het beheer van het kasteel en landgoed is in handen van de hiertoe opgerichte Stichting Behoud Sterkenburg, welke ook de uitvoerige restauratiewerkzaamheden coördineert. Sterkenburg is recentelijk gerestaureerd, mede met subsidies van de Rijksdienst voor Archeologie, Cultuurlandschap en Monumenten (RACM).
Kasteel Ter Aa (Breukelen) ·
Aastein ·
Slot Abcoude ·
Amaliastein ·
Nieuw-Amelisweerd ·
Oud-Amelisweerd ·
Kasteel Amerongen ·
Kasteel Batestein (Harmelen) ·
Kasteel Batestein (Vianen) · 
De Beest ·
Bergestein ·
Beverweerd ·
Blasenburg ·
Blikkenburg ·
Blommesteyn ·
Bolenstein ·
Bolsweerd ·
Bottestein ·
Kasteel Broekhuizen ·
Bruinenburg ·
Huis Cammingha ·
Clarenborg ·
Coelhorst ·
De Batau ·
Dompselaer ·
Huis Doorn ·
Drakenburg (kasteel) ·
Drakensteyn ·
Kasteel Duurstede ·
Huis Ter Eem ·
Eijkelenburg ·
Emmickhuizen ·
Den Engh ·
Essenstein ·
Everstein (Everdingen) ·
Everstein (Jutphaas) ·
Den Eyck ·
Galesloot ·
Kasteel Geerestein ·
Gildenborgh ·
Kasteel Ten Goye ·
Grauwert ·
Grijpestein ·
Groenestein (Langbroek) ·
Kasteel Groeneveld (Baarn) ·
Groenewoude (Woudenberg) ·
Gunterstein ·
Kasteel de Haar ·
Kasteel Hagestein ·
Hamtoren ·
Kasteel Hardenbroek ·
Huis Harmelen ·
Ridderhofstad Heemstede ·
Kasteel Heemstede ·
Heimenberg ·
Heimerstein ·
Huis Herlaar ·
Ter Heul ·
Heulestein ·
Hindersteyn ·
Kasteel Ter Horst (Achterberg) ·
Isselt ·
Kasteel IJsselstein ·
Jagenstein ·
Kersbergen ·
Killestein ·
Kronenburg (kasteel) ·
Kasteel Levendaal ·
Lichtenberg (Woudenberg) ·
Lievendaal (Amerongen) ·
Landgoed Linschoten ·
Kasteel Linschoten ·
Lockhorst ·
Kasteel Loenersloot ·
Kasteel Lunenburg ·
Huis Maarsbergen ·
Marckenburg ·
Ter Meer ·
Ter Mey (Haarzuilens) ·
Huis te Mijdrecht ·
Huis te Mijnden ·
Kasteel Moersbergen ·
Kasteel Montfoort ·
Natewisch ·
Te Nesse ·
Kasteel Nijenrode ·
Nijenstein ·
Nijeveld ·
Noordwijk (Langbroek) ·
Huis te Oosterwijk ·
Oostwaard (Utrecht) ·
Op de Bol ·
Oud-Broekhuizen ·
Ridderhofstad Oudaan ·
Huis Oudegein ·
Oudenhorst ·
Plettenburg (kasteel) ·
Huis De Polle ·
Prattenburg ·
Kasteel Putkop ·
Randenbroek (park) ·
Remmerstein ·
Kasteel Renswoude ·
Rhijnauwen ·
Kasteel Rhijnestein ·
Huis Riebeek ·
Kasteel Rijnenburg ·
Rijnestein ·
Rijneveld ·
Kasteel Rijnhuizen ·
Rijningen ·
Huis Rijnsweerd ·
Rijpickerwaard · 
Kasteel Rijsenburg ·
De Roetert ·
Rumelaar ·
Kasteel Ruwiel ·
Royestein ·
Kasteel Sandenburg ·
Kasteel Schalkwijk ·
Kasteel Schonauwen ·
Schurenburg ·
Snaafburg ·
Snellenburg ·
Paleis Soestdijk ·
Steenhuis (Lopik) ·
Kasteel Sterkenburg ·
Stormerdijk ·
Landgoed Stoutenburg ·
Ten Massche ·
Valkenburg (Rhenen) ·
Huis te Velde ·
Kasteel Veldenstein ·
Hofstede te Vliet ·
Huis te Vleuten ·
Huis te Vliet (Lopik) ·
Huis te Vliet (Oudewater) ·
Vogelpoel ·
Huis te Voorn ·
Vredelant ·
Vronestein ·
Vuijlcop ·
Kasteel Walenburg ·
Wayenstein (Amerongen) ·
Kasteel Weerdenburg ·
Weerdesteyn ·
Weerestein ·
Hof ter Weyde ·
Wickenburgh ·
Wijnestein ·
Wiltenburg (Utrecht) ·
Kasteel van Woerden ·
Huis Woudenberg ·
Huis te Woudenberg (I) ·
Huis te Woudenberg (II) ·
Wulven ·
Kasteel Oud-Wulven ·
Wulvenhorst ·
Slot Zeist ·
Kasteel Zuilenburg ·
Zuileveld ·
Slot Zuylen ·
Huis Zuylenstein